# Mirko Gruden
Mirko Gruden (Monfalcone, 22 giugno 1911 – Grado, 12 settembre 1967) è stato un allenatore di calcio e calciatore italiano, di ruolo mediano.

## Carriera

### Giocatore
Ha esordito in Serie A con la maglia dell'Ambrosiana Inter il 25 giugno 1933 in Ambrosiana Inter-Napoli (3-5).

### Allenatore
Nella stagione 1938-1939 fu allenatore-giocatore del Pro Gorizia.

## Palmarès

### Giocatore

#### Competizioni nazionali
- Coppa Italia: 1

Genova 1893: 1936-1937